# Conus cacellensis
Espèce
Conus cacellensis est une espèce fossile de mollusques gastéropodes marins de la famille des Conidae.

## Taxonomie

### Publication originale
L'espèce Conus cacellensis a été décrite pour la première fois en 1866 par le malacologiste portugais Francisco Antonio Pereira da Costa (d).